# گوستاو لو بن
گوستاو لو بُن (به فرانسوی: Gustave Le Bon) (۱۸۴۱-۱۹۳۱ میلادی) همه‌چیزدان، فیلسوف، مورخ، جامعه‌شناس و پزشک نامدار فرانسوی بود. عمده شهرت او به دلیل نوشتن کتاب توده: خوانشی بر ذهن عوام (سال ۱۸۹۵) است که یکی از آثار مهم روان‌شناسی توده محسوب می شود.

## زندگى و فعاليت
شارل-ماری گوستاو لو بن در سال ۱۸۴۱ در نوژان-لو-روترو، متولد شد. وی بعدها وارد دانشکده پزشکی پاریس شد اما بدون گرفتن مدرک دیپلم آن جا را ترک نمود.
او بین سالهای ١٨۶۰ و ۱۸۸۰ در اروپا، آسیا و شمال آفریقا سفر کرد و کتابهای سفرنامه ، باستان شناسی و مردم شناسی را در مورد تمدن های شرق نوشت.

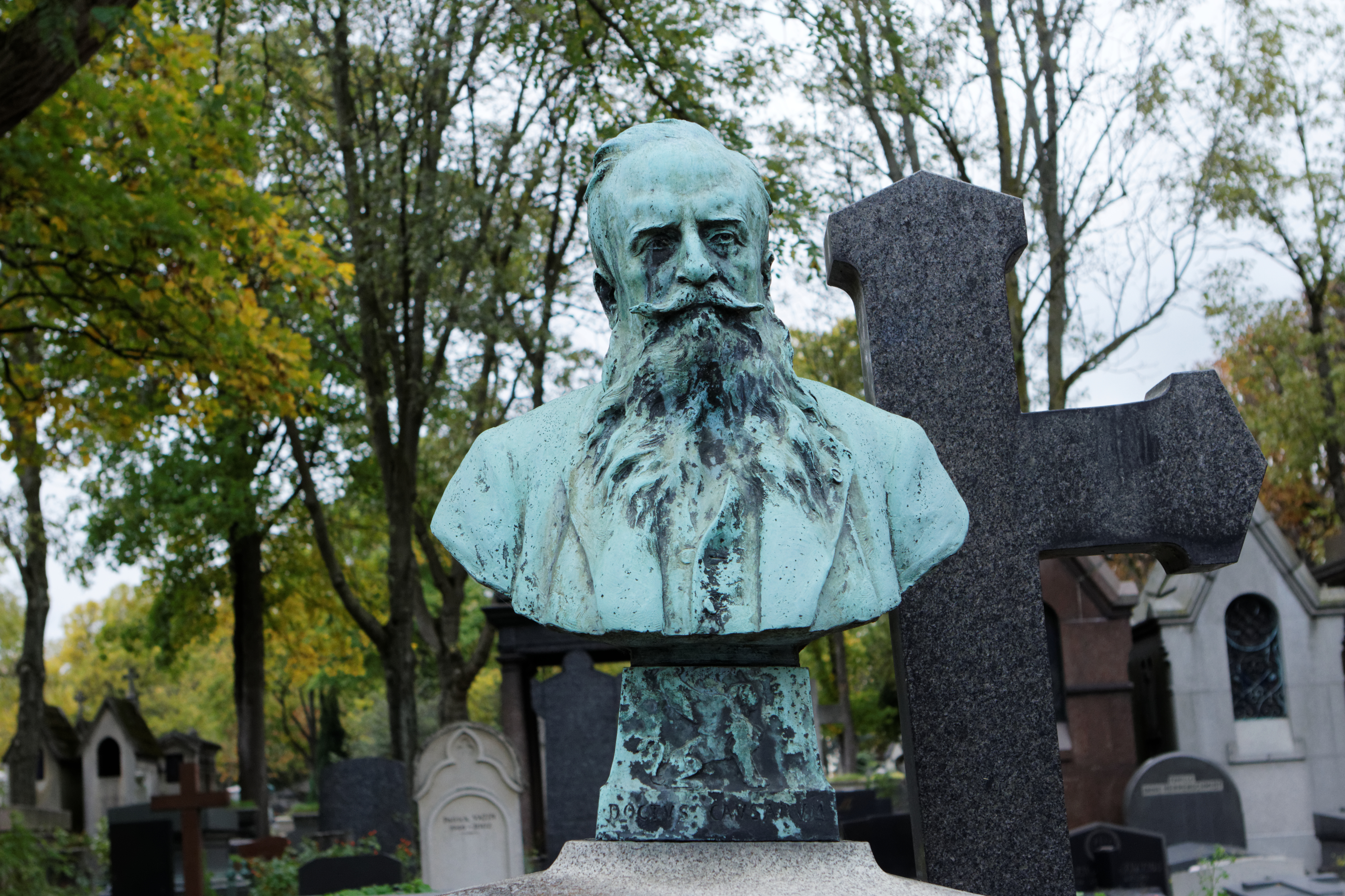
قبر وی در گورستان پرلاشز

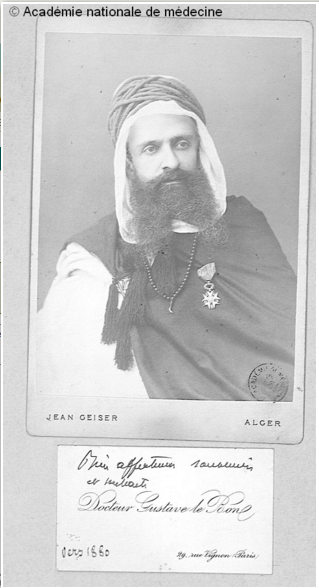
تصویر گوستاو لو بن اثر ژان گایزر در حدود سال ۱۸۸۰ در الجزایر

## کتاب شناسی
- انسان و جوامع (۱۸۸۱)
- روان شناسی سوسیالیسم (۱۸۹۸)
- تکامل ماده (۱۹۰۵)
- تمدن هند (۱۸۹۳)
- تمدن اسلام و عرب (۱۸۸۴)
- جهان نامتوازن (۱۹۲۳)
- روان شناسی انقلاب (۱۹۱۲)
- تمدن مصری